# Театрален бинокъл
Театралният бинокъл е оптичен прибор, служещ за увеличение на образа и предназначен за наблюдение на мероприятия, провеждани на разстояние като: театрални, циркови, естрадни представления, спортни състезания и др.
Имат галилеевска оптическа система с централно вътрешно фокусиране. Изящните театрални бинокли си произвеждат в корпуси в разни цветове, с увеличение от 2,3 до 4 пъти. Бинокли с увеличение 2,5 пъти осигуряват получаване на рязко изображение на предмети, отдалечени от наблюдателя на разстояние от 1 метър до безкрайност, а с увеличение 4 пъти – от 2 метра до безкрайност.
За сметка на неголямото увеличение театралните бинокли имат по-голямо полезрение, което е важно за гледането на представление, а и при тях са незабележими потрепвания на ръцете.